# Gàlag de cua gruixuda
El gàlag de cua gruixuda (Otolemur crassicaudatus) és un primat nocturn. Es tracta del més gran de la família dels galàgids.

## Descripció
Aquesta espècie té el cap arrodonit, amb un musell curt i ample, unes orelles molt grans i uns ulls relativament petits. El seu pelatge gruixut és molt variable en color, en funció de la subespècie. Alguns tenen el pelatge grisós amb l'extrem de la cua de color marró clar, mentre que d'altres tenen el pelatge de color marró fosc amb l'extrem de la cua negre. Els animals més clars tenen lloc principalment en zones més seques i baixes, mentre que els més foscos es troben en zones més humides i elevades.
El gàlag de cua gruixuda té una longitud del cap i el cos que varia entre 26 i 47 centímentres (32 de mitjana), una cua que fa entre 29 i 55 centímetre, i un pes d'entre 0,5 i 2 quilograms. De mitjana les femelles pesen 1,2 quilograms, mentre que el pes mitjà dels mascles és d'1,4 quilograms.

## Distribució
Aquesta espècie és força comuna al sud i l'est d'Àfrica. Les poblacions més grans es troben a Angola, Tanzània, el sud de Kenya i la costa de Somàlia.

## Comportament
Es tracta d'un animal nocturn, que durant el dia descansa en forats als arbres o enmig de la vegetació densa. La seva dieta està formada per fruits (com baies i ficus), llavors, saba d'acàcies, flors, insectes, llimacs, rèptils i petits ocells.
El gàlag de cua gruixuda viu en petits grups, en un territori d'una poques hectàrees. El territori és marcat amb orina i una mesc produït per una glàndula del pit.

## Subespècies
Existeixen dues subespècies reconegudes de gàlag de cua gruixuda:
- Otolemur crassicaudatus crassicaudatus
- Otolemur crassicaudatus kirkii

La UICN considera al gàlag argentat com a tercera subespècies, Otolemur crassicaudatus monteiri. Altres fonts la tracten com a espècie separada, encara que amb "dubtes". La Llista Vermella de la UICN cataloga independentment a totes tres subespècies en risc mínim.